# Blagoslovite ženščinu
Blagoslovite ženščinu (Благословите женщину) è un film del 2003 diretto da Stanislav Govoruchin.

## Trama
Il film racconta la relazione di una giovane e bella ragazza di nome Vera con il comandante dell'Armata Rossa di nome Alexander.